# يوروبا يونيفرساليس
يوروبا معمم (بالإنجليزية: Europa Universalis)‏ هي لعبة استراتيجية الكبرى صدرت يوم 14 مارس 2000 من قبل استوديو برودكس للتطوير وتم توزيعها في أمريكا الشمالية كلعبة فرنسية تحمل اسم فيليب تيبو، يوروبا معمم تتيح للاعب السيطرة على واحدة من سبع دول أوروبية (تتوفر فيهن مختلف الاحداث) خلال فترة 1492-1792، يمكن أن توسع قوتها من خلال القوة العسكرية والدبلوماسية، والثروة الاستعمارية, وتقام اللعبة على خريطة مقسمة إلى حوالي 1500 محافظة، وتسير في تنسيق الوقت الحقيقي. مبرمج اللعبة هو يوهان أندرسون وكان المصمم الرئيسي فيليب تيبو.
أصبحت اللعبة من أفضل لعبات التعمق والاستراتيجية، استخدمت استوديو برودكس للتطوير هذا النجاح المفاجئ في ترويج ألعاب أخرى مثل فيكتوريا، سلسة ملوك الصليبية، وسلسلة قلوب حديدية.
وأعقب يوروبا معمم يوروبا يونيفرساليس 2 ويوروبا يونيفرساليس 3، يوروبا يونيفرساليس: روما ويوروبا يونيفرساليس 4

## روابط خارجية
1. ↑  GOG.com (بالإنجليزية والألمانية والفرنسية والروسية), QID:Q1486288
2. ↑  Andy Bossom؛ Ben Dunning (17 ديسمبر 2015). Video Games: An Introduction to the Industry. Bloomsbury Publishing. ص. 140. ISBN:978-1-4725-6715-4. مؤرشف من الأصل في 2020-01-17.
3. ↑  Scotford, Laurence. "Europa Universalis". PC Zone. مؤرشف من الأصل في 2009-03-02.
4. ↑  Staff (مارس 2002). "11th Annual Computer Games Awards". Computer Games Magazine ع. 136: 50–56.
5. ↑  "MobyGames". مؤرشف من الأصل في 2017-04-21.
6. ↑  "Europa Universalis IV at Paradox Plaza". مؤرشف من الأصل في 2014-05-13.

- Europa Universalis at Paradox Interactive[وصلة مكسورة]
- Europa Universalis series على موبي غيمز